# Ruth Graves Wakefield

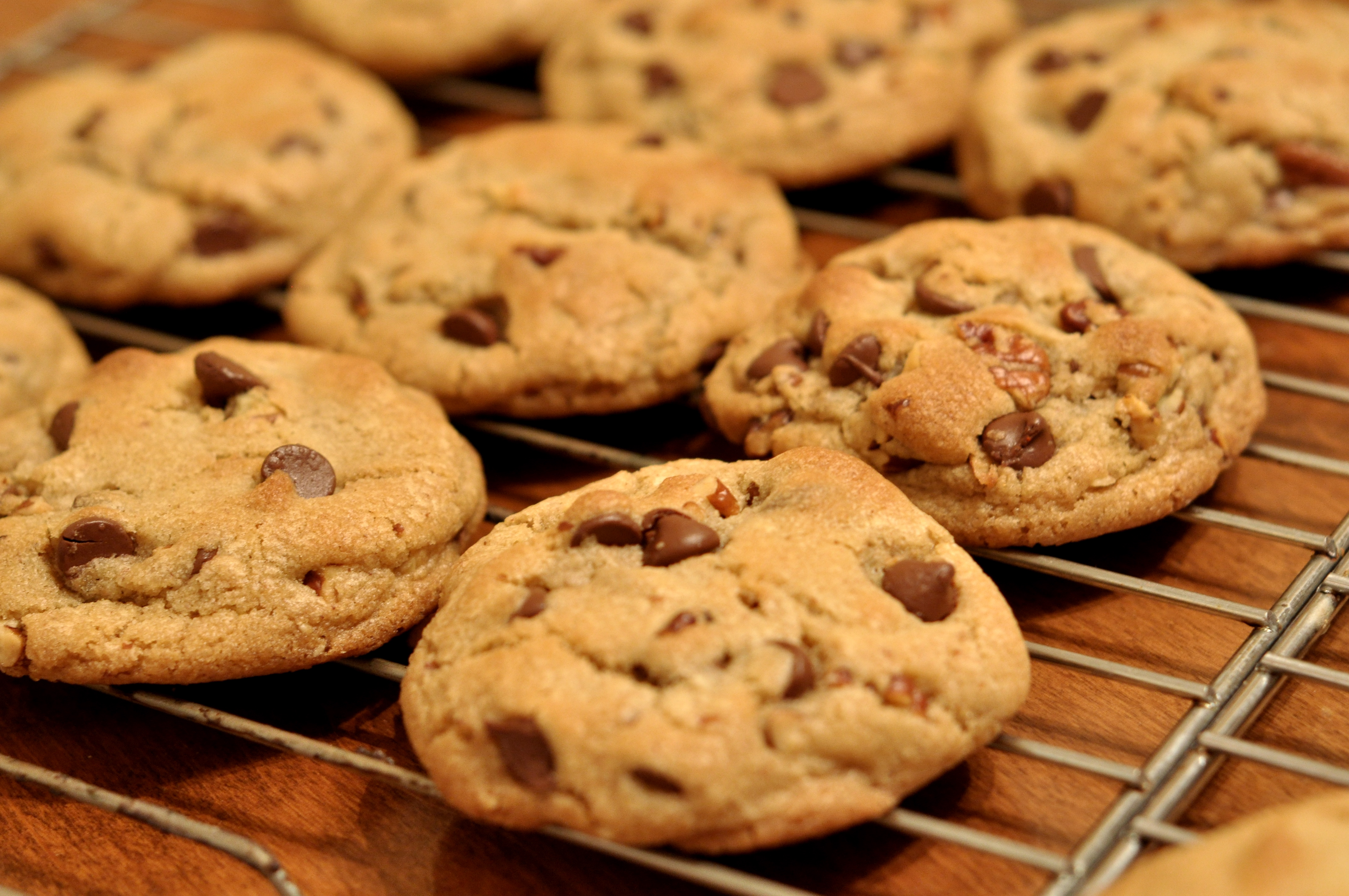
Ciastka z kawałkami czekolady

Ruth Graves Wakefield (ur. 17 czerwca 1903, zm. 10 stycznia 1977) – amerykańska dietetyczka, restauratorka, przedsiębiorca i autorka książek kucharskich.

## Życiorys
Ruth Graves urodziła się w 1903 roku. Ukończyła Framingham State Normal School w Massachusetts w 1924 roku, po czym rozpoczęła pracę jako dietetyk. Wyszła za mąż za Kennetha Wakefielda. W 1930 roku nieruchomość w Whitman w Massachusetts, w pół drogi między Bostonem i turystycznym New Bedford. Budynek wzniesiony w 1709 roku jako zajazd, gospoda i punkt poboru opłat został przebudowany przez nich na zajazd i restaurację. Ruth Graves Wakefield zajmowała się przygotowywaniem domowych posiłków dla klientów, wkrótce zaś stała się znana i jej restauracja zaczęła przyciągać turystów.
W 1930 roku przypadkiem opracowała ciastka z kawałkami czekolady, gdy zauważyła brak sproszkowanej czekolady służącej jako posypka. Ciastka stały się bardzo popularne, przepis opublikowała bostońska prasa jako Toll House Cookies. Wraz z popularyzacją ciastek wzrosła sprzedaż użytej przez Wakefield czekolady. Wakefield zawarła umowę o współpracy z producentem czekolady, firmą Nestle. W 1940 roku opublikowała książkę kucharską Ruth Wakefield's Recipes: Tried and True, która stała się bestsellerem.
W 1966 roku przeszła wraz z mężem na emeryturę i osiadła w Duxbury w Massachusetts. Zmarła w 1977 roku i została pochowana na tamtejszym Mayflower Cemetery.